# ورخنه‌گاله‌یوو
ورخنه‌گاله‌یوو (انگلیسی: Verkhnegaleyevo) یک شهرک در شهرستان زیلایرسکی استان باشقیرستان کشور روسیه است.